# アダマ・トラオレ (1995年6月28日生のサッカー選手)
アダマ・トラオレ（フランス語: Adama "Noss" Traoré、1995年6月28日 - ）は、マリのサッカー選手。ハル・シティAFC所属。マリ代表。ポジションはMF。2015 FIFA U-20ワールドカップで大会最優秀選手を受賞した。
同姓同名同年同月生で同じバマコ生まれで同じマリ代表でかつFCメス時代にチームメイトであったアダマ・トラオレと区別するため、アダマ・ノス・トラオレ（フランス語: Adama Noss Traoré）としても知られている。

## クラブ歴
1995年6月28日、バマコに生まれた。バマコのJMGアカデミーで過ごしたのち、ASバカリジャンで選手となった。2014年1月、リーグ・アンのリールに移籍し、その直後にベルギーのロイヤル・ムスクロン＝ペルウェルツにレンタル移籍をした。リールに復帰しリーグ・アンでの初出場となったのは2014年9月24日のOGCニース戦で、アウェーで1-0の敗戦であった。選手初得点となったのは2015年1月7日のエヴィアン・トノン・ガイヤールFC戦であった。2015年7月10日、ASモナコに4年契約で移籍した。2020年9月11日、ハタイスポルに2年契約で移籍した。2022年9月1日、ハル・シティAFCに2年契約で移籍した。

## 代表歴
マリU-20代表として2015 FIFA U-20ワールドカップに出場。4得点3アシストの成績を残し、同杯の最優秀選手に選ばれ、またマリ代表の3位に貢献した。
2015年10月9日のブルキナファソ代表戦で代表初出場、2016年9月4日のアフリカネイションズカップ2017予選・グループCのベナン代表戦で代表初得点。